# Capsulia tianmushana
Capsulia tianmushana là một loài nhện trong họ Linyphiidae.
Loài này thuộc chi Capsulia. Capsulia tianmushana được Jun Chen & Da-xiang Song miêu tả năm 1987.